# Iván Bunin
Iván Alekséievich Bunin (en ruso: Иван Алексеевич Бунин, Vorónezh, 10 de octubrejul./ 22 de octubre de 1870greg.-París, 8 de noviembre de 1953) fue el primer escritor ruso ganador del premio Nobel de Literatura en 1933.
Miembro de una familia noble empobrecida, Bunin comenzó pronto su vida independiente; en su juventud trabajó en periódicos, oficinas y viajó mucho. La primera obra publicada de Bunin fue el poema Sobre la tumba de S.Ya. Nadson (1887); su primer libro de poemas se publicó en 1891 en Oriol. En 1903, le concedieron el Premio Pushkin por su libro La caída de hojas y su traducción de La canción de Hiawatha de Henry Wadsworth Longfellow; en 1909, le concedieron de nuevo el premio por los volúmenes tercero y cuarto de las Obras Completas. En 1909, fue elegido Académico Honorario de Bellas Letras en la Academia de Ciencias de San Petersburgo. Emigró a Francia en 1920.
Es autor de la novela Vida de Arséniev, las novelas cortas (póvest) Sujodol, Derevnya, El amor de Mitia, relatos El señor de San Francisco (1914-15), Aliento fácil y Las manzanas de Antónov (1900), diarios Días malditos (1918-20), Insolación (1925), la colección de relatos Alamedas oscuras (1937-1945 y 1953), y otras obras.
En 1933, Iván Bunin se convirtió en el primer escritor ruso galardonado con el Premio Nobel de Literatura por "la rigurosa artesanía con la que desarrolla las tradiciones de la prosa clásica rusa".
Murió en 1953 y está enterrado en el cemenerio ruso de Sainte-Geneviève-des-Bois, en Francia.

## Biografía

### Orígenes
Iván Alekséievich Bunin era un representante de la familia noble Bunins, que tenía sus raíces en el siglo XV y tenía su escudo de armas incluido en la Recopilación General de Escudos de Familias Nobles del Imperio ruso (1797). Entre los familiares del escritor se encontraban la poeta Anna Búnina, el escritor Vasili Zhukovski y otras figuras de la cultura y la ciencia rusas. El tatarabuelo de Iván Alekséievich, Semión Afanásievich Bunin, fue secretario del Colegio Estatal de Vótchinas. El bisabuelo - Dmitri Semiónovich Bunin - se retiró con el rango de Consejero Titular. Su abuelo, Nikolái Dmítrievich Bunin, sirvió brevemente en la Cámara del Tribunal Civil de Vorónezh, y luego se dedicó a la agricultura en los pueblos que había heredado tras la división de la propiedad.
El padre del escritor, un terrateniente Alekséi Nikoláievich Bunin (1827-1906), no recibió una buena educación: tras terminar el primer curso de gymnasium de Oriol, abandonó los estudios, y a los dieciséis años aceptó un trabajo en la oficina de la Asamblea de la Nobleza provincial. Formando parte de la brigada de milicianos de Yeléts, participó en la Campaña de Crimea. Iván Alekséievich recordaba a su padre como un hombre de notable fortaleza física, ardiente y generoso al mismo tiempo: "Todo su ser estaba... imbuido del sentido de sus orígenes bárbaros". A pesar de una arraigada aversión al aprendizaje desde su adolescencia, "leía todo lo que caía en sus manos con gran presteza" hasta su vejez.
Después de regresar a casa de una campaña en 1856, Alekséi Nikoláievich se casó con Lyudmila Aleksándrovna Chubárova (1835(?)-1910).A diferencia de su enérgico y temperamental marido (que, según el escritor, "bebía horriblemente a veces, aunque no tenía... ninguno de los rasgos típicos de un alcohólico"), ella era una mujer mansa, apacible y piadosa. Lyudmila Aleksándrovna fue educada en la lírica de Pushkin y Zhukovski y se ocupaba sobre todo de la educación de los niños; es posible que su impresionabilidad se transmitiera a Iván Alekséievich. En su casa nunca se castigaba a nadie. Iván Bunin creció rodeado de afecto y amor. Su madre pasaba todo el tiempo con él y lo mimaba mucho.
En 1857, la familia tuvo a su primogénito Yuli, en 1858, al hijo Yevgueni. En total, Lyudmila Aleksándrovna tuvo nueve hijos, cinco de los cuales murieron en la primera infancia.

## Infancia y juventud

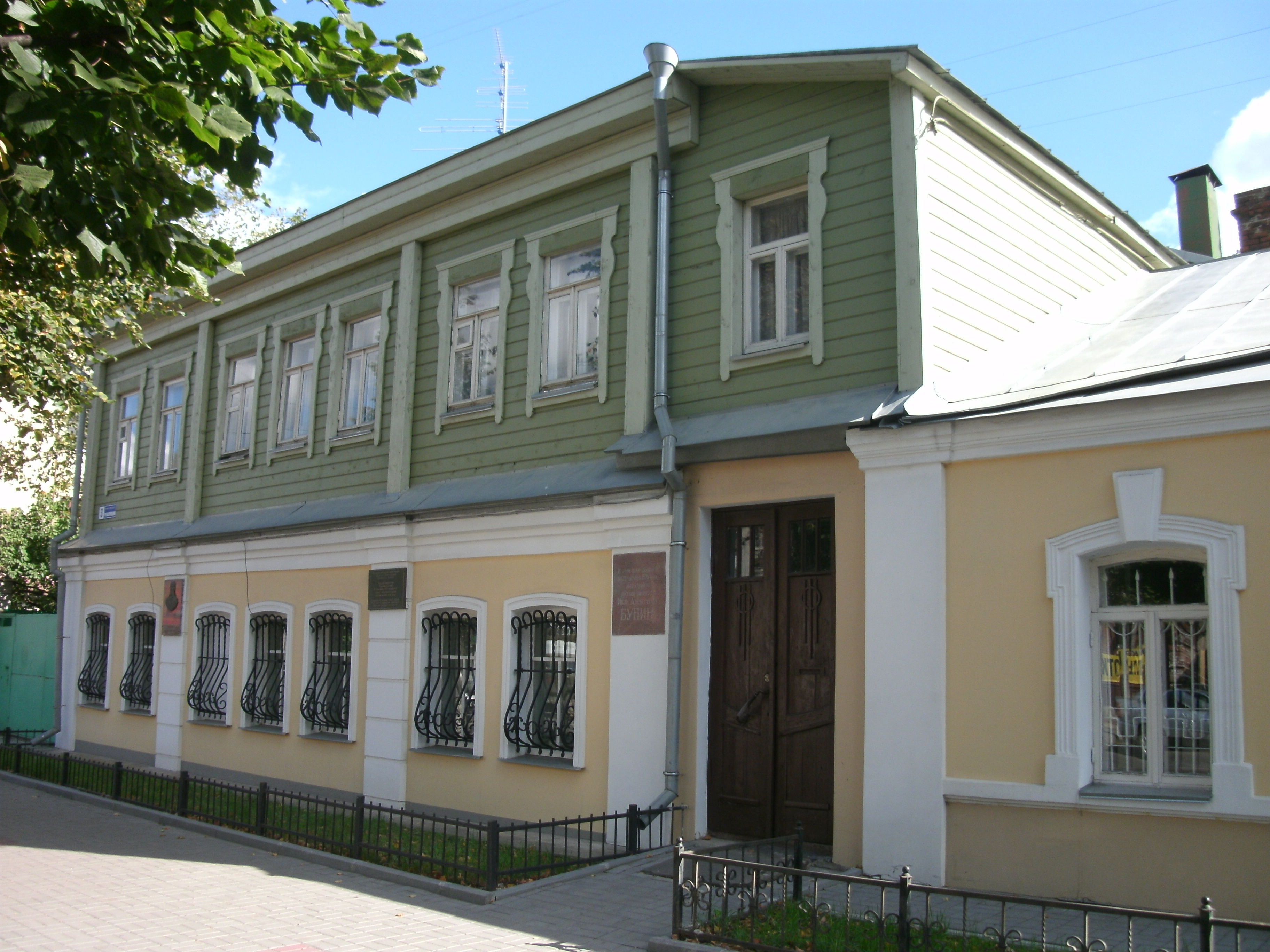
Vorónezh. La casa donde nació Bunin.

Iván Alekséievich nació el 22 de octubre de 1870 en Vorónezh, en la casa número 3 de la calle Bolshaya Dvoryánskaya, que pertenecía a la secretaria provincial Anna Guermanóvskaya, que alquilaba habitaciones a inquilinos.La familia Bunin se trasladó a la ciudad desde el campo en 1867 para dar a sus hijos mayores, Yuli y Yevgueni, una educación de instituto.Según el escritor, sus recuerdos de infancia estaban relacionados con Pushkin, cuyos poemas se leían en voz alta a todos en la casa, tanto a los padres como a los hermanos.A la edad de cuatro años, Bunin se trasladó con sus padres a la finca familiar en el caserío de Butyrki en el uyezd de Yeléts de la Gobernación de Oriol. Gracias a su institutor, estudiante de la Universidad de Moscú, Nikolái Ósipovich Romáshkov, el niño se hizo adicto a la lectura; su educación en casa incluía también la enseñanza de idiomas (entre los que se prestaba especial atención al latín) y el dibujo. Entre los primeros libros que Bunin leyó por su cuenta estaba la Odisea de Homero y una recopilación de poesía inglesa. Vivió hasta los siete años en la hacienda que sus padres poseían en Yeléts. Se educó en el hogar paterno bajo la disciplina de un tutor, quien le enseñó a leer y escribir utilizando una traducción al ruso de El Quijote, con los cuentos y leyendas de Nikolái Gógol y con el Robinson Crusoe.
En el verano de 1881, Alekséi Nikoláievich llevó a su hijo de diez años al gymnasium masculino de Yeléts. En la petición dirigida al director su padre escribió: "Deseo educar a mi hijo Iván Bunin en su institución"; en un documento adicional se comprometía a pagar a tiempo el "derecho a estudiar" y a informar de los cambios de lugar de residencia del chico. Tras aprobar los exámenes de ingreso, Bunin fue matriculado en el primer curso.Al principio, Iván Bunin y su amigo Yegor Zajárov vivían en casa de un burgués de Yeléts, Byakin, que cobraba 15 rublos al mes a los inquilinos. Más tarde, el estudiante se fue a vivir a la casa del escultor del cementerio, y luego cambió de alojamiento dos veces más. Bunin lo pasó peor con las matemáticas - en una de sus cartas a su hermano mayor mencionaba que el examen de esta asignatura fue "el más espantoso para él".
Iván Alekséievich acabó sus clases en el gymnasium en el invierno de 1886 y se fue a pasar las vacaciones con sus padres, quines se habían trasladado a su finca de Oziorki. Permaneció allí decidiendo no regresar a Yeléts. A principios de la primavera, el consejo pedagógico expulsó a Bunin del gymnasium  por no presentarse tras el "permiso de Navidad".Desde entonces, su hermano mayor Yuli, exiliado en Oziorki bajo vigilancia policial, se convirtió en su profesor particular. Tras darse cuenta de que las matemáticas producían rechazo en su hermano menor, Yuli concentró sus principales esfuerzos docentes en las humanidades.
Durante algún tiempo estudió en la Universidad de Moscú. Publicó sus primeros poemas en 1897 en una revista literaria de San Petersburgo. Su primera colección de poemas, Listopad (La caída de hojas), apareció en 1901, siendo cálidamente acogida por la crítica. En 1903, recibió el Premio Pushkin de la Academia de Ciencias de San Petersburgo por sus traducciones al ruso de las obras del poeta estadounidense Henry Wadsworth Longfellow, así como de los poetas ingleses Lord Byron y Alfred Tennyson. 
Los primeros experimentos literarios de Bunin también pertenecen a este periodo: escribió poesía desde sus años de gymnasium, y a los quince años compuso una novela, La pasión, que no fue aceptada por ningún editor.En el invierno de 1887, al enterarse de la muerte de uno de sus ídolos literarios, el poeta Semión Nadson, Iván Alekséievich envió varios poemas a la revista Patria. Uno de ellos, titulado "Sobre la tumba de S.Ya. Nadson", se publicó en el número de febrero.El otro, "El mendigo del pueblo", apareció en el número de mayo. El escritor recordaría más tarde: "Jamás olvidaré la mañana en que caminé con este número en las manos desde la oficina de correos hasta Oziorki, recogiendo en los bosques convalarias cubiertas de rocío y releyendo sin cesar mi obra".

## "Heraldo de Oriol". Andanzas
En enero de 1889, la editora del periódico Orlovski Véstnik (Heraldo de Oriol), Nadezhda Semiónova, ofreció a Bunin el puesto de subdirector en su periódico. Antes de aceptar o rechazar, Iván decidió consultar con Yuli, que había abandonado Oziorki y se había trasladado a Járkov. Así comenzó en la vida del escritor un período de andanzas.En Járkov, Bunin se instaló con su hermano, que le ayudó a encontrar un trabajo sencillo en la oficina del zemstvo. Después de haber recibido su salario, Iván Alekséievich fue a Crimea, visitó Yalta, Sebastopol. No volvió a la redacción del periódico hasta el otoño.

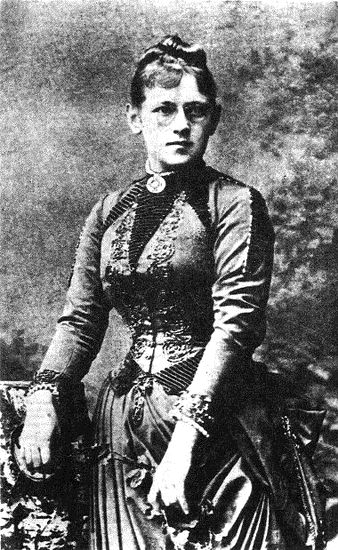
Varvara Páschenko. 1892.

En el Orlovski Véstnik de la época trabajaba como correctora Varvara Páschenko (1870-1918), a quien los investigadores llaman la primera - no oficial- esposa del escritor. Cursó siete grados en el gymnasium femenino de Yeléts, y luego ingresó en un curso adicional "para el estudio especial de la lengua rusa".En una carta a su hermano, Iván Alekséievich decía que al conocer por primera vez a Varvara - "alta, de rasgos muy bellos, llevaba unos quevedos" - le pareció una chica muy arrogante y emancipada; más tarde la describió como una conversadora inteligente e interesante.
La relación entre los amantes era difícil: el padre de Varvara se negaba a ver a Bunin como su futuro yerno, y éste, a su vez, estaba agobiado por el desasosiego mundano. La situación económica de su familia en aquella época era precaria; los padres de Iván Alekséievich, que habían vendido Butyrki y dado Oziorki a su hijo Yevgueni, estaban en realidad separados; según la hermana menor de Bunin, María, a veces "se encontraban completamente sin pan". Iván Alekséievich escribió a Yuli que pensaba constantemente en el dinero: "No tengo ni un céntimo, no puedo ni quiero ganar o escribir nada".
En 1892, Iván Alekséievich se trasladó a Poltava, donde, con la ayuda de Yuli, consiguió trabajo en el departamento de estadística de la administración provincial. Varvara no tardó en llegar allí también. El intento de fundar una familia en el nuevo lugar fracasó: Bunin dedicaba mucho tiempo a las reuniones con los círculos de los naródniki, se puso en contacto con los tolstoianos y viajó.En noviembre de 1894, Páschenko abandonó Poltava, dejando una nota: "Me voy, Vanya, no pienses mal de mí".Iván se tomó tan mal la separación de su amada que sus hermanos mayores temieron seriamente por su vida. Volviendo con ellos a Yeléts, Bunin llegó a la casa de Varvara, pero un pariente de la muchacha que había salido al porche dijo que su dirección no la conocía nadie.Páschenko, que llegó a ser esposa del escritor y actor Arseni Bíbikov, murió en 1918 de tuberculosis.Según los investigadores, la relación con ella aparece en las autobiografías de ficción de Bunin, en particular, en la novela Vida de Arséniev.
En los años previos al estallido de la I Guerra Mundial, se dedicó a viajar por Italia, Turquía, Palestina, Egipto, Grecia, Argelia y Túnez. Tras la revolución rusa de 1917, emigró en 1919 a París, donde se estableció, viviendo tranquilamente hasta su muerte acaecida en 1953.
En 1933, fue galardonado con el Premio Nobel de Literatura. 
Su libro Días malditos (Un diario de la Revolución) es el testimonio directo de lo que estaba pasando en las calles de Moscú y Odesa en las semanas y meses posteriores a la Revolución de Octubre.

## Obra (Selección)
Entre sus muchas obras destacan:

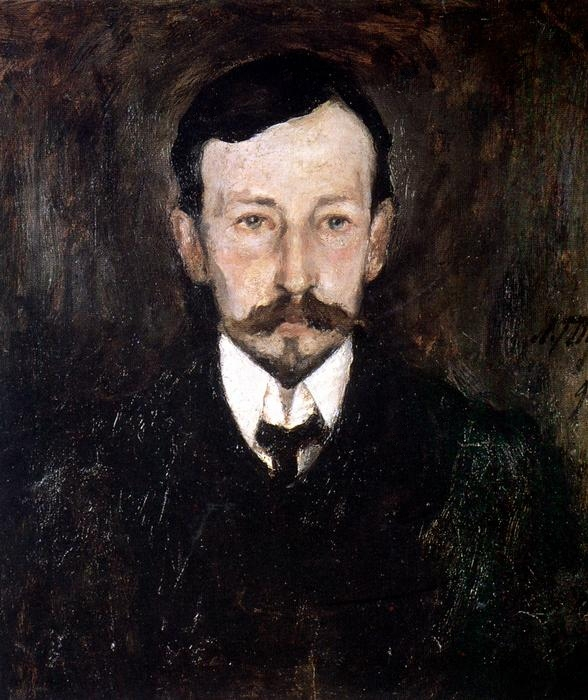
Retrato de Iván Bunin por Leonard Turzhansky.

- La caída de hojas, 1901, versos (Листопад)
- Antónovskie yábloki (Las manzanas de Antónov, 1900) (Антоновские яблоки)
- Derevnya (La aldea, 1910), cuadro sombrío y deprimente de la vida campesina en Rusia. (Деревня)
- Sujodol (El sequedal, 1911) (Суходол)
- Gospodín iz San Francisco (El señor de San Francisco, 1915) (Господин из Сан-Франциско)
- El amor de Mitia, 1925 (Митина любовь)
- Días malditos (Un diario de la Revolución) (Okayánnyie dni, 1918, publicada en 1925, Círculo de Lectores, 1994, Acantilado, 2007) (Окаянные дни)
- La vida de Arséniev, 1930 (Жизнь Арсеньева)
- Tiómnyie aléi (Alamedas oscuras, 1943), colección de cuentos (Тёмные аллеи)

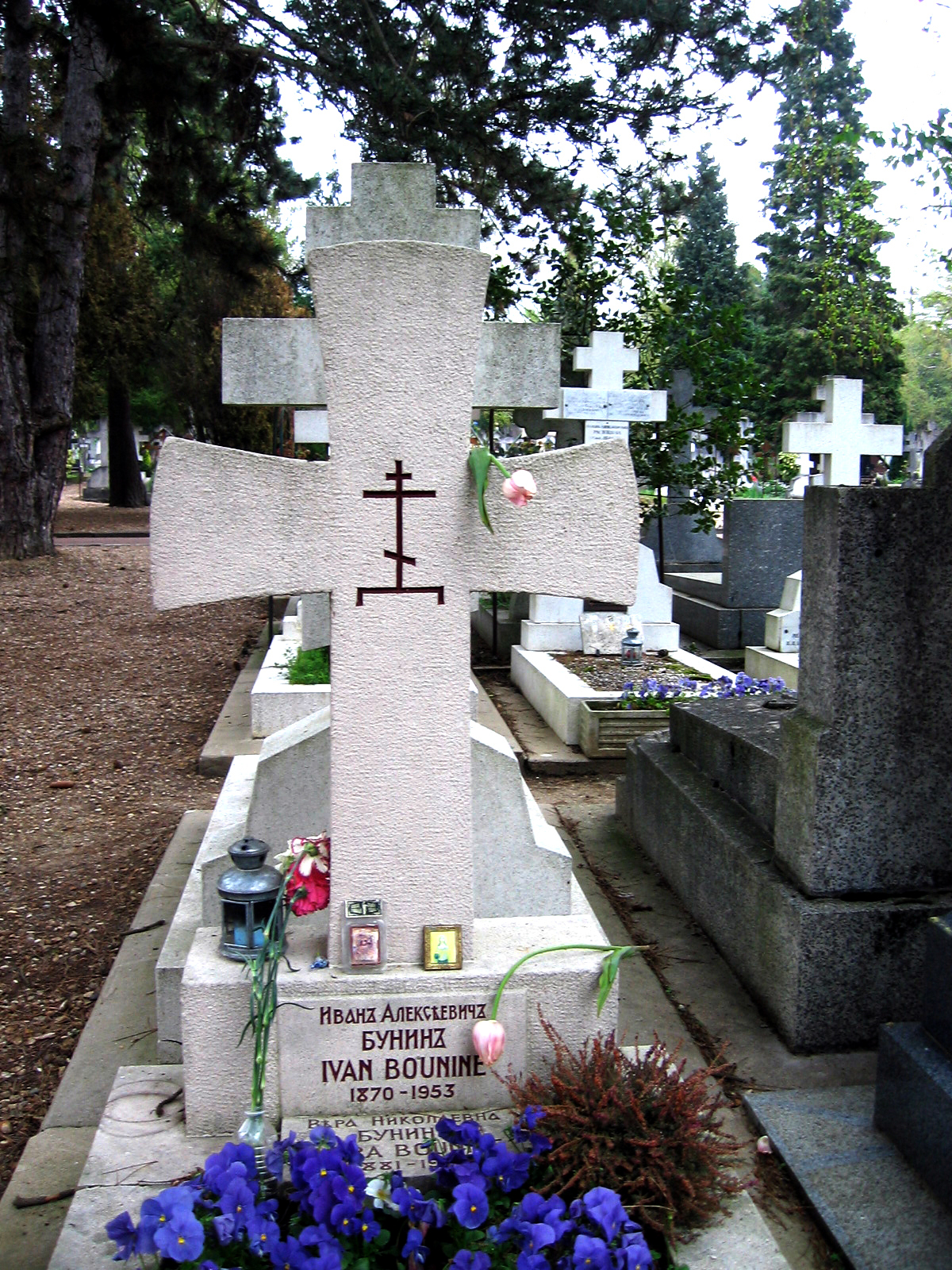
Tumba de Iván Bunin, Cementerio ruso de Sainte-Geneviève-des-Bois.

## Obras de su autoría
- Bunin, Iván. Obras escogidas (Madrid, Aguilar, 1957)
- Bunin, Iván. Obras escogidas (Madrid, Aguilar, 1965)
- Bunin, Iván. Cuando la vida empieza (Barcelona, Orbis, 1993. Traducción Renato Lavergne)
- Bunin, Iván. Días malditos (Barcelona, El Acantilado, 2007. ISBN 978-84-96834-16-3)
- Bunin, Iván. El amor de Mitia y otros relatos (Valencia, Pre-Textos, 2003. ISBN 978-84-8191-533-4)
- Bunin, Iván. Relatos de alamedas oscuras (Madrid, Caparrós Editores, 2003. Ed. bilingüe español-ruso. ISBN 978-84-87943-47-8)